# Ben Hetherington
Ben Hetherington (Sedgefield, Comtat de Durham, 9 d'agost de 1995) és un ciclista anglès. Professional des del 2017, actualment a l'equip Memil Pro Cycling.

## Palmarès
- 2017
  - Vencedor d'una etapa a la Volta al Marroc
- 2019
  - Vencedor d'una etapa a la Volta al Marroc